# Rethera stipularis
Rethera stipularis är en fjärilsart som beskrevs av Swinhoe 1885. Rethera stipularis ingår i släktet Rethera och familjen svärmare. Inga underarter finns listade.